# Fertilitätsrate
| 7–8 Kinder pro Frau 6–7 Kinder pro Frau 5–6 Kinder pro Frau 4–5 Kinder pro Frau | 3–4 Kinder pro Frau 2–3 Kinder pro Frau 1–2 Kinder pro Frau 0–1 Kinder pro Frau |

Gesamtfertilitätsrate nach Staaten; unter den Industriestaaten besitzen nur Frankreich und Israel eine Fertilitätsrate, unter der die Bevölkerung langfristig nicht schrumpft

Der Begriff Fertilitätsrate (oder Fruchtbarkeitsziffer) wird in der Demografie für verschiedene Kennzahlen verwendet: die allgemeine, die altersspezifische, die kohortenspezifische, die zusammengefasste und die standardisierte Fertilitätsrate. Wird in einem Text nur von der „Fertilitätsrate“ gesprochen, so ist damit meist die „zusammengefasste Fertilitätsrate“ („Gesamtfertilitätsrate“) gemeint.
Den verschiedenen Fertilitätsraten oder Fruchtbarkeitsziffern ist gemein, dass sie pro Frau angegeben werden, wohingegen die Geburtenrate pro Einwohner angegeben wird. Ist umgangssprachlich von der „Geburtenrate“ die Rede, ist damit genau genommen aber meist die Gesamtfertilitätsrate gemeint. Ähnlich unscharf verhält es sich mit dem Begriff „Geburtenziffer“, der manchmal auch in offiziellen Quellen gleichbedeutend zu „Fruchtbarkeitsziffer“ verwendet wird. Auch das Schweizer Bundesamt für Statistik verwendet dafür die Begriffe "Geburtenhäufigkeit" oder "Geburtenziffer". Endgültige Zahlen für einen Jahrgang können jeweils angegeben werden, sobald die Phase der Gebärfähigkeit (bis etwa 45 Jahre) abgeschlossen ist.

## Überblick
Im folgenden ein Überblick über die unterschiedlichen Fertilitätsraten.

### Allgemeine Fertilitätsrate
Unter allgemeiner Fertilitätsrate oder allgemeiner Fruchtbarkeitsziffer (englisch general fertility rate, GFR) wird die Zahl der Lebendgeborenen pro Jahr und 1000 Frauen im Alter von 15 bis 44 Jahren (also grob im gebärfähigen Alter) verstanden. Sie kann durchaus hoch sein, obwohl die rohe Geburtenrate – zum Beispiel wegen eines hohen Anteils von Alten, Männern und/oder Kindern – einen niedrigen Wert hat.
Als Geburtsalter nimmt man hier und im Folgenden aus praktischen Gründen die Differenz zwischen Geburtsjahr des Kindes und Geburtsjahr der Mutter, womit sich im Durchschnitt (± 1 Jahr) ungefähr das Alter der Mutter zum Zeitpunkt der Geburt ergibt und nicht die Zahl der vollendeten Lebensjahre.

### Altersspezifische Fertilitätsrate

Altersspezifische Fruchtbarkeitsziffern in Deutschland 2001–2010

Darunter wird die Zahl der Lebendgeborenen von Frauen in einem bestimmten Alter bezogen auf 1000 Frauen im entsprechenden Alter verstanden (englisch age-specific fertility rate, ASFR).
Die Höhe der altersspezifischen Fruchtbarkeitsziffern differiert deutlich mit dem Alter der Frauen. Für die Altersjahre bis 15 und ab 45 Jahren sind sie nahe 0, dazwischen gibt es meist ein ausgeprägtes Maximum, dessen Position zum Beispiel vom Bildungsstand der betrachteten Frauen abhängt. In Deutschland hat sich dieses Maximum in den letzten 40 Jahren von etwa 25 auf 31 Jahre verschoben.

### Zusammengefasste Fertilitätsrate

Zusammengefasste Fruchtbarkeitsziffer in Deutschland nach Landkreisen und kreisfreien Städten, 2017–2019

Die zusammengefasste Fertilitätsrate (auch zusammengefasste Fruchtbarkeitsziffer, Gesamtfertilitätsrate, Gesamtfruchtbarkeitsrate, englisch total fertility rate, TFR) ist die durch 1000 geteilte Summe der altersspezifischen Fruchtbarkeitsziffern. Sie gibt an, wie viele Kinder eine Frau durchschnittlich im Laufe des Lebens hätte, wenn die zu einem einheitlichen Zeitpunkt ermittelten altersspezifischen Fruchtbarkeitsziffern für den gesamten Zeitraum ihrer fruchtbaren Lebensphase gelten würden.

### Kohortenspezifische Fertilitätsrate
Auch bei der kohortenspezifischen Fruchtbarkeitsziffer oder Kohortenfertilitätsrate (englisch cohort fertility rate, CFR) handelt es sich um eine durch 1000 geteilte Summe der altersspezifischen Fruchtbarkeitsziffern, wobei aber die Ziffern verschiedener Jahre so summiert werden, dass sie sich auf einen einheitlichen Geburtsjahrgang der Mütter beziehen. Sie wird auch als mittlere endgültige Kinderzahl bezeichnet, weil sie die Zahl der Kinder angibt, die Frauen eines Jahrgangs im Durchschnitt gehabt haben, und ist ein realitätsnäheres Maß als die zusammengefasste Fruchtbarkeitsziffer, hat aber den Nachteil, dass sie erst ermittelt werden kann, nachdem der betreffende Jahrgang das gebärfähige Alter verlassen hat.
Die mittlere endgültige Kinderzahl und die zusammengefasste Fruchtbarkeitsziffer können sich insbesondere unterschiedlich entwickeln, wenn sich das durchschnittliche Alter der Mütter verschiebt; Sondereffekte bei den zusammengefassten Fruchtbarkeitsziffern sind zum Beispiel durch wegen Krisen verschobenen und nachgeholten Geburten möglich. Allerdings werden aufgeschobene Kinderwünsche in der Praxis kaum vollständig nachträglich realisiert, schlagen also auch auf die mittlere endgültige Kinderzahl durch.

### Unterschiede zwischen Gesamtfertilitätsrate und Kohortenfertilitätsrate
Obwohl Gesamtfertilitätsrate wie Kohortenfertilitätsrate ein Maß für die Reproduktion darstellen, unterscheiden sie sich deutlich.
Die Gesamtfertilitätsrate unterliegt innerhalb weniger Jahre mitunter großen Schwankungen. Die Gesamtfertilitätsrate eines Jahres wird unmittelbar durch akute Ereignisse beeinflusst. Dazu zählen zum Beispiel Kriege, Naturkatastrophen oder Wirtschaftskrisen. Längerfristige Änderungen bei der Kohortenfertilitätsrate basieren z. B. auf großflächiger Zunahme der Bildung insbesondere bei Mädchen und Frauen, der Erfindung, Etablierung oder Einschränkung von Verhütungsmitteln, staatlichen Maßnahmen, wie z. B. die Ein-Kind-Politik zur Kontrolle des Bevölkerungswachstums in der Volksrepublik China oder staatliche Familienförderung z. B. in Deutschland.
Die Kohortenfertilitätsrate unterliegt keinen schnellen Schwankungen, da in ihr alle Effekte zusammengefasst werden, die im Laufe von rund 30 Jahren auf die Fertilität eines Frauenjahrgangs wirken: So kann es sein, dass ein Frauenjahrgang von plötzlich auftretenden Änderungen nur in einem Teil der gebärfähigen Phase betroffen ist, der nächste Jahrgang dann aber ein Jahr länger und so fort. Auf diese Weise kann es auch zu einer Überschneidung von sich widersprechenden Effekten kommen. Beispielsweise beeinflusst das Timing (zum Beispiel Aufschieben) von Geburten unmittelbar die Gesamtfertilitätsrate, an der Kohortenfertilitätsrate ist dieses Timing aber nicht mehr erkennbar.

### Zusammenhang zwischen Gesamtfertilitätsrate und Nettoreproduktionsrate

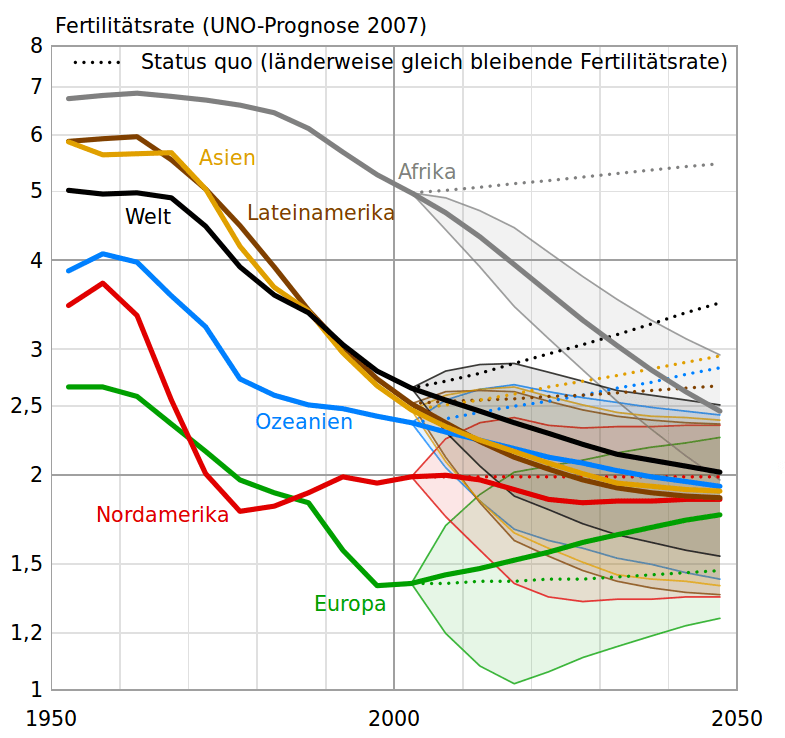
UNO-Gesamtfertilitätsratenanalyse und -prognose nach Kontinenten

Die Gesamtfertilitätsrate, bei der die Bevölkerung konstant bliebe, bezeichnet man als das „Ersatzniveau der Fertilität“. In modernen Gesellschaften mit geringer Säuglings- und Kindersterblichkeit geht man davon aus, dass rechnerisch etwa 2,1 Kinder pro Frau geboren werden müssen, um die Bevölkerung ohne Wanderung langfristig auf einem konstanten Niveau zu halten. Diese Zahl ist nicht exakt 2, weil das Geschlechterverhältnis bei der Geburt nicht 1:1 ist, sondern auf 1.000 Geburten nur etwa 485 bis 490 Mädchen kommen. Ferner sterben auch in höher entwickelten Ländern einige Mädchen, bevor sie die Geschlechtsreife erreicht haben. In China wäre durch das sehr ungünstige Geschlechterverhältnis von 119 Jungen zu 100 Mädchen eine Gesamtfertilitätsrate von 2,38 zum Erhalt der Bevölkerung nötig.
Die Nettoreproduktionsrate berücksichtigt das, indem nur Töchter gezählt und die altersspezifischen Sterbeziffern eingerechnet werden, wobei letztere allerdings ebenso wie die Fruchtbarkeitsziffern als konstant angenommen werden. Eine echte prognostische Aussage ist also in keinem Fall enthalten.
In Ländern, in denen die Kindersterblichkeit höher ist, ist zum Ausgleich eine höhere Gesamtfertilitätsrate erforderlich, um eine stabile Bevölkerungszahl zu gewährleisten. Da in einigen Regionen die Kindersterblichkeit bis zu 50 % beträgt, ist dort eine Gesamtfertilitätsrate von etwa 4 zur dauerhaften Erhaltung der Bevölkerungszahl notwendig.
Auch bei einer Gesamtfertilitätsrate unter 2,1 ist ein vorübergehendes Bevölkerungswachstum möglich, wenn die Sterblichkeitsrate gering ist und solang die gebärfähigen Jahrgänge stark besetzt sind. Nach einiger Zeit kommt es dann aber trotzdem zu einem Bevölkerungsrückgang, es sei denn die Zuwanderung von außen (siehe Migrationssaldo) gleicht den natürlichen Bevölkerungsverlust aus. Besonders deutliche Beispiele hierfür sind China und Thailand, aber auch in Deutschland und vielen anderen höher entwickelten Ländern war das lange Zeit der Fall oder ist derzeit so.

## Entwicklung in Deutschland

### Entwicklung der Kohortenfertilitätsrate in Deutschland
Für die Kohortenfertilität liegen gesicherte Zahlen mindestens seit Mitte des 19. Jahrhunderts vor. Für den Geburtsjahrgang 1850 betrug die Rate noch über 5. Doch schon ab dem Geburtsjahrgang 1870 setzte eine steile Abwärtsentwicklung ein. Bereits der Geburtsjahrgang 1905 erreichte nicht mehr das für den Bestandserhalt notwendige Niveau von 2,1. Dieser Zustand hielt sich bis 1933. Die folgenden starken Jahrgänge (vgl. unten) waren hauptsächlich verantwortlich für den Babyboom in der Zeit von 1955 bis 1965. Nach dem Geburtsjahrgang 1940 kam es zu einem weiteren Absinken auf ein Niveau von circa 1,7 bis zum Geburtsjahrgang 1960.

### Entwicklung der Gesamtfertilitätsrate in Deutschland

Fertilitätsrate (Zusammengefasste Fruchtbarkeitsziffer) in Deutschland 1956–2010

Die Gesamtfertilitätsrate zeigt die gleiche Entwicklungstendenz wie die Kohortenfertilitätsrate, allerdings sind wie oben erläutert die äußeren Einflüsse deutlicher zu erkennen. Bereits ab etwa 1900 sank die Gesamtfertilitätsrate dramatisch. In der Zeit des Ersten Weltkriegs verstärkte sich die Abnahme noch. Danach stieg die Gesamtfertilitätsrate zwar wieder fast auf die Vorkriegswerte, setzte dann aber sofort die starke Abnahmetendenz der Vorkriegszeit fort. Nach 1933 kam es in der Zeit des Nationalsozialismus zwar zu einem moderaten Anstieg (vgl. auch Mutterkreuz). Der Zweite Weltkrieg führte dann aber wieder zu einem Rückgang, allerdings war dieser deutlich schwächer als im Ersten Weltkrieg. Danach blieb die Gesamtfertilitätsrate bis 1955 auf einem Niveau unter 2,1 und überschritt diese Marke in West- und Ostdeutschland erst wieder in den Jahren 1955–1965. Zu dieser Zeit nahm der Babyboom seinen Lauf. Danach kam es sowohl in West- als auch Ostdeutschland zu einem Rückgang der Gesamtfertilitätsrate im Zuge des sogenannten Pillenknicks. Seitdem liegt die Gesamtfertilitätsrate deutlich unter 2. In der DDR kam es von 1975 bis zirka 1985 erneut zu einem Anstieg der Gesamtfertilitätsrate (Honecker-Buckel), der allerdings nicht die Grenze von 2,1 und damit eine Nettoreproduktionsrate von 1 erreichte.
Sorgen um gesundheitliche und finanzielle Belastungen haben oft einen negativen Einfluss auf die Geburtenrate. Während der Corona-Pandemie kam es Ende 2020 in den USA und einigen europäischen Ländern wie Italien, Spanien und Frankreich zu einem kurzfristigen Einbruch bei den Geburtenzahlen. In Deutschland ist dieser Effekt jedoch ausgeblieben.

#### Unterschiede zwischen ländlichen Gebieten und Städten
Betrachtet man die Deutschlandkarte, fällt auf, dass ländliche Gebiete im Allgemeinen höhere Gesamtfertilitätsraten als kreisfreie Städte haben. Die Gründe dafür sind vielseitig. Der Studentenanteil spielt eine Rolle, da Studenten im Allgemeinen erst nach Vollendung ihres Studiums Familien gründen. Daher sind die Gesamtfertilitätsraten in typischen Studentenstädten wie Würzburg oder Heidelberg besonders niedrig. Weiterhin ziehen viele Menschen, wenn sie Familien gründen, in suburbane oder ländliche Gebiete, da diese von vielen Menschen als kinderfreundlicher beurteilt werden. Sicherlich spielen auch die hohe religiöse Bedeutung der Familie über die christlichen Kirchen eine Rolle, die in ländlichen Gebieten mehr Einfluss besitzen. Ausnahmen bilden Städte wie Erfurt oder Dresden, deren Grenzen weit gefasst sind und suburbane Gebiete einschließen. Ein hoher Migrantenanteil kann diese Verhältnisse auch umkehren, sichtbar in Ludwigshafen oder Offenbach. Diese Muster sind nicht auf Deutschland beschränkt, sondern international gültig.

## Entwicklung weltweit

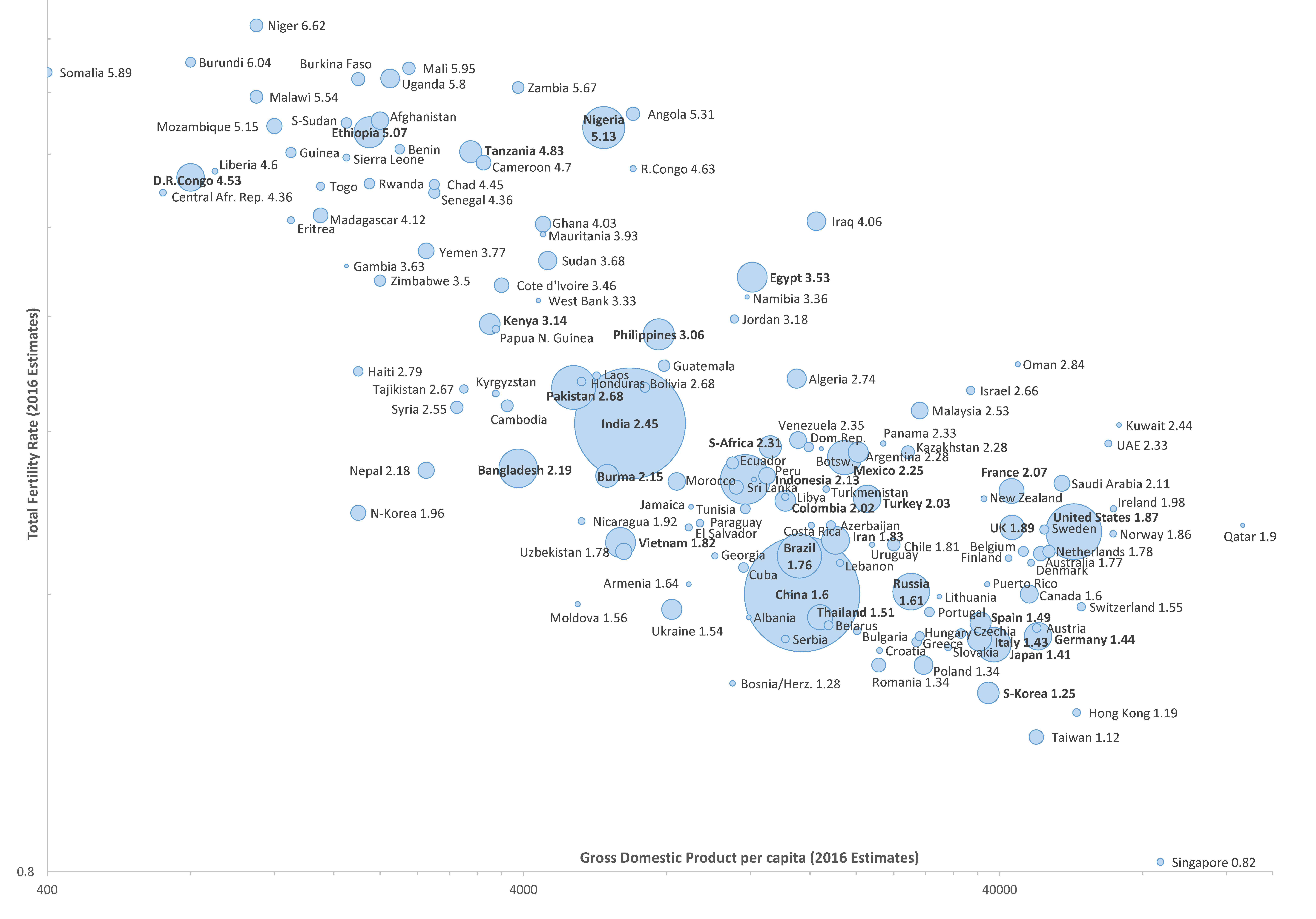
Zusammenhang der Fertilitätsrate mit dem Bruttonationaleinkommen nach Ländern (2016).

### Entwicklung der Gesamtfertilitätsrate weltweit
Die Zahl der Kinder bei Frauen im gebärfähigen Alter ist innerhalb von 35 Jahren weltweit fast auf die Hälfte geschrumpft. Im Zeitraum 1970 bis 1975 hatten Frauen im globalen Durchschnitt noch 4,7 Kinder. Im Jahre 2010 brachten Frauen laut den „Trends der Fruchtbarkeit weltweit 2009“ (World Fertility Patterns 2009) im Durchschnitt 2,6 Babys zur Welt. Einen Überblick über die Entwicklung der Gesamtfertilitätsrate im Verlauf seit 1950 ist bei Our World in Data abrufbar. Die zusammengefasste Fruchtbarkeitsziffer lag laut den „World Development Indicators“ der Weltbank im Jahr 1998 bei 2,7; im Jahr 2010 bei 2,5 und im Jahr 2017 bei 2,426. 1963/1964 lag sie mit 5,1 mehr als doppelt so hoch und ist seitdem kontinuierlich gefallen (Stand: 2017).
Aufgrund der gesunkenen Fertilität hat sich ab etwa Anfang des 21. Jahrhunderts die absolute Zahl der Kinder weltweit nicht mehr wesentlich verändert. Die Zahl der Kinder von 0 bis 14 Jahren weltweit stieg von 1950 bis 2000 von unter 1 Milliarde bis auf fast 2 Milliarden und ist seitdem annähernd stabil geblieben (Stand: 2015).
Die Vereinten Nationen gehen davon aus, dass die Geburtenraten in Staaten mit niedrigem Geburtenniveau steigen und in Staaten mit hohem Geburtenniveau sinken werden, so dass sich die betrachteten Länder bis zum Jahre 2050 einer Gesamtfertilitätsrate von 1,85 (Median) nähern würden.
Die globale Fertilitätsrate fiel möglicherweise bereits 2023 unter das globale Ersatzniveau von 2,2 Kindern pro Frau. Zahlreiche Schwellenländer haben in den 2010er und frühen 2020er Jahren einen beschleunigten Geburtensturz erlebt.

### Übersicht der Gesamtfertilitätsraten
Die angegebenen Werte beziehen sich auf das Kalenderjahr der Geburten.
| Land/Kontinent                  | 1966       | 1983 | 1995  | 2000       | 2002  | 2004  | 2006  | 2014       | 2022 |
| ------------------------------- | ---------- | ---- | ----- | ---------- | ----- | ----- | ----- | ---------- | ---- |
| Welt                            | 5,1 (1964) |      |       | 2,7 (1998) |       |       |       | 2,4 (2017) | 2,2  |
| Afrika                          |            |      |       | 5,0        |       |       |       |            | 4,1  |
| Ägypten                         |            |      | 3,6   |            |       | 2,9   | 2,83  | 2,87       | 2,88 |
| Äthiopien                       |            |      |       | 5,9        |       | 5,3   | 5,22  | 5,23       | 4,06 |
| Botswana                        |            |      |       | 3,9        |       | 2,85  | 2,79  | 2,37       | 2,75 |
| Burkina Faso                    |            |      |       | 6,8        |       | 6,2   | 6,47  | 5,93       | 4,67 |
| Kongo                           |            |      | 6,6   |            |       |       | 6,37  |            | 6,11 |
| Niger                           |            |      |       | 7,5        |       | 6,75  |       | 6,89       | 6,75 |
| Nigeria                         |            |      | 6,5   |            |       | 5,53  |       | 5,25       | 5,14 |
| Asien                           |            |      |       | 4,8        |       |       |       |            |      |
| China                           |            |      | 1,8   | 1,8        |       | 1,72  | 1,73  | 1,55       | 1,18 |
| Indien                          |            |      | 3,4   | 3,2        |       | 2,8   |       | 2,51       | 2,01 |
| Indonesien                      |            |      | 2,7   |            |       | 2,44  |       | 2,18       | 2,15 |
| Japan                           |            | 1,8  |       |            | 1,33  | 1,29  | 1,32  | 1,42       | 1,26 |
| Europa                          |            |      |       | 1,4        |       |       |       |            | 1,4  |
| Belgien                         |            |      |       | 1,66       | 1,62  | 1,64  | 1,64  | 1,65       | 1,53 |
| Dänemark                        |            | 1,4  |       |            |       |       | 1,8   | 1,73       | 1,55 |
| Deutschland (alle Bundesländer) |            |      | 1,249 | 1,378      | 1,341 | 1,355 | 1,331 | 1,43       | 1,46 |
| Deutschland (alte Bundesländer) |            | 1,4  | 1,339 | 1,413      | 1,371 | 1,372 | 1,341 |            |      |
| Deutschland (neue Bundesländer) |            | 1,9  | 0,838 | 1,214      | 1,238 | 1,307 | 1,303 |            |      |
| Finnland                        |            |      |       |            | 1,73  |       | 1,83  | 1,73       | 1,32 |
| Frankreich                      |            | 2,0  |       | 1,98       | 1,88  | 1,85  | 1,98  | 2,08       | 1,79 |
| Griechenland                    | 2,3        | 2,3  |       |            |       |       | 1,35  | 1,41       | 1,43 |
| Großbritannien                  |            | 1,8  |       | 1,6        | 1,66  | 1,66  | 1,84  | 1,90       | 1,57 |
| Irland                          |            |      |       | 1,89       | 1,9   | 1,87  | 1,90  | 2,00       | 1,70 |
| Island                          |            |      |       | 2,1        |       | 1,92  |       | 1,88       | 1,59 |
| Italien                         | 2,5        | 1,6  | 1,17  | 1,24       | 1,26  | 1,33  | 1,40  | 1,42       | 1,24 |
| Niederlande                     |            |      |       |            | 1,70  |       | 1,66  | 1,78       | 1,49 |
| Österreich                      | 2,66       | 1,56 | 1,42  | 1,36       | 1,39  | 1,42  | 1,41  | 1,43       | 1,41 |
| Polen                           |            |      |       |            | 1,30  | 1,39  |       | 1,33       | 1,26 |
| Portugal                        | 3,0        | 2,1  |       |            | 1,54  |       |       | 1,52       | 1,43 |
| Rumänien                        | 3,7        | 2,5  |       | 1,35       |       |       |       | 1,32       | 1,81 |
| Schweden                        |            |      |       |            | 1,64  |       |       | 1,88       | 1,52 |
| Spanien                         | 2,9        | 2,0  |       |            | 1,28  | 1,28  | 1,37  | 1,48       | 1,16 |
| Tschechien                      |            |      |       |            | 1,20  |       | 1,44  | 1,43       | 1,46 |
| Lateinamerika                   |            |      |       | 3,2        |       |       |       |            | 1,8  |
| Brasilien                       |            |      | 2,5   |            |       | 1,93  | 1,88  | 1,79       | 1,63 |
| Mexiko                          |            |      | 3,1   |            |       | 2,16  | 2,2   | 2,29       | 1,80 |
| Nordamerika                     |            |      |       | 2,0        |       |       |       |            | 1,6  |
| Kanada                          |            | 1,8  |       |            | 1,61  |       |       | 1,59       | 1,33 |
| USA (Liste)                     |            |      |       | 2,05       | 2,1   |       |       | 2,01       | 1,67 |
| Land/Kontinent                  | 1966       | 1983 | 1995  | 2000       | 2002  | 2004  | 2006  | 2014       | 2022 |

## Gründe für eine hohe oder niedrige Fertilitätsrate
Empirische Studien zeigen, dass es eine hohe Korrelation zwischen der erwünschten und der tatsächlichen Fertilität gibt. Frauen bekommen in etwa die Anzahl an Kindern, die sie sich wünschen (Pritchett (1994)).